# Paul Picerni
Paul Picerni (né le 1er décembre 1922 à New York, État de New York - mort à Palmdale, en Californie, le 12 janvier 2011) est un acteur américain.

## Filmographie

### Cinéma

#### Années 1940
- 1946 : In Fast Company : figuration, dans la rue
- 1948 : Retour sans espoir (Beyond Glory) : détective
- 1949 : Un homme de fer (Twelve O'Clock High), de Henry King : Bombardier

#### Années 1950
- 1950 : Fureur secrète (The Secret Fury) : Dr Roth
- 1950 : La Dame sans passeport (A Lady Without Passport), de Joseph H. Lewis : Italien
- 1950 : Saddle Tramp : Denver
- 1950 : Parade du rythme (I'll Get By) : Marine sergeant
- 1950 : Three Secrets : Sergeant
- 1950 : Les Âmes nues (Dial 1119) de Gerald Mayer : Interpreter-Detective
- 1950 : De l'autre côté (Breakthrough) : Pvt. Edward P. Rojeck
- 1950 : The Killer That Stalked New York d'Earl McEvoy : Doctor
- 1951 : Opération dans le Pacifique (Operation Pacific), de George Waggner : Jonesy
- 1951 : I Was a Communist for the FBI, de Gordon Douglas : Joe Cvetic
- 1951 : Inside the Walls of Folsom Prison : Jeff Riordan
- 1951 : La Furie du Texas (Fort Worth) d'Edwin L. Marin : Joe Castro
- 1951 : Les Amants de l'enfer (Force of Arms), de Michael Curtiz : Sheridan
- 1951 : Jim Thorpe -- All-American : Man on Speaker's Platform
- 1951 : Les Tanks arrivent (en) (The Tanks Are Coming) de Lewis B. Seiler : Danny
- 1952 : Mara Maru, de Gordon Douglas : Steven Ranier
- 1952 : Le Miracle de Fatima (The Miracle of Our Lady of Fatima) de John Brahm :  'Red' Agitator
- 1952 : Panique à l'Ouest (Cattle Town) : Pepe
- 1952 : Operation Secret (it) de Lewis Seiler : Armand
- 1953 : Catherine et son amant (She's Back on Broadway) de Gordon Douglas : Jud Kellogg
- 1953 : L'Homme au masque de cire (House of Wax), d'André de Toth : Scott Andrews
- 1953 : The System (en) de Lewis Seiler : David Wiley
- 1953 : Le Nouveau Chant du désert (The Desert Song) de H. Bruce Humberstone : Hassari
- 1954 : Le destin est au tournant (Drive a Crooked Road) : Carl
- 1954 : Le Cavalier traqué : Bob Purdee
- 1954 : Terreur à Shanghaï (The Shanghai Story) : Mr De Verno
- 1954 : Du plomb pour l'inspecteur (Pushover) : Dapper Man
- 1954 : Le Chasseur de primes (The Bounty Hunter) : Jud
- 1954 : Les Aventures de Hajji Baba (The Adventures of Hajji Baba) : Nurel-Din
- 1955 : Dial Red O : Norman Roper
- 1955 : Les Îles de l'enfer (Hell's Island) : Eduardo Martin
- 1955 : Lord of the Jungle : Paul Cabot
- 1955 : Wiretapper (en) de Dick Ross : Herbie
- 1955 : L'Enfer des hommes (To Hell and Back) : Valentino
- 1955 : Bobby Ware Is Missing : Alfred Gledhill
- 1956 : Immortel Amour de Rudolph Maté : Priest
- 1956 : Infamie : Jannings, assistant D.A.
- 1956 : Flight to Hong Kong : Michael Quisto
- 1957 : The Shadow on the Window (en) : Bigelow
- 1957 : Le Grand Coup (The Big Caper) : Harry
- 1957 : Le Bal des cinglés (Operation Mad Ball) : Pvt. Bullard
- 1957 : Omar Khayyam : Commander
- 1957 : Les Frères Rico (The Brothers Rico) de Phil Karlson : Gino Rico
- 1958 : Return to Warbow : Deputy Sheriff with mustache
- 1958 : En patrouille (The Deep Six) : Merchant Marine
- 1958 : La Fureur d'aimer (Marjorie Morningstar) d'Irving Rapper : Philip Berman
- 1958 : The Man Who Died Twice : George
- 1958 : La Dernière Torpille (Torpedo Run) : Lt. Burt Fisher
- 1959 : Ce monde à part (The Young Philadelphians) : Louis Donetti

#### Années 1960
- 1960 : Strangers When We Meet : Gerandi
- 1964 : La Edad de la violencia : gangster
- 1968 : Les Chasseurs de scalps (The Scalphunters) : Frank
- 1969 : Che ! : Hector

#### Années 1970
- 1970 : Airport de George Seaton : Dr Compagno
- 1971 : Grand-père à louer (Kotch) : Dr Ramon Caudillo
- 1971 : Rancho del miedo : Kenneth
- 1978 : Capricorn One : Jerry
- 1979 : Double Take : Glen Phillips
- 1979 : Bons Baisers d'Athènes (Escape to Athena)
- 1979 : Le Dernier Secret du Poseidon (Beyond the Poseidon Adventure) : Kurt

### Télévision
- 1955 : Histoires du siècle dernier (Stories of the Century), série : Rube Burrows
- 1958 : Zorro : Pietro Murietta (épisodes 33 et 34, le puits de la mort)
- 1959 : Les Incorruptibles défient Al Capone (The Scarface Mob) : Tony Liguri
- 1960 à 1963 : Les Incorruptibles (The Untouchables) (série) : Lee Hobson (91 épisodes)
- 1964 : The Young Marrieds (série) : Dr Dan Garret (1964-1966)
- 1968: Le Virginien saison 6 épisode 15 (le troupeau volé) : Parks
- 1970 : The Old Man Who Cried Wolf : dét. Green
- 1974 : Requiem pour un pigeon (Big Rose: Double Trouble) : Blass
- 1975 : Lucy Gets Lucky : Pacy West
- 1977 : Something for Joey (en) : Joe Paterno
- 1977 : The Last Hurrah (en) : Dr Mike Santangelo
- 1979 : Women in White : technicien
- 1979 : Marciano : John Addelli
- 1980 : Alcatraz: The Whole Shocking Story : Lt. Lagason
- 1982 : Capitol (Capitol) (série) : col. Amir (1983)
- 1987 : Les Douze Salopards : Mission Suicide (The Dirty Dozen: The Deadly Mission) : Ernesto Ferruci